# Гроувтон (Нью-Гемпшир)
Гроувтон (англ. Groveton) — переписна місцевість (CDP) в США, в окрузі Коос штату Нью-Гемпшир. Населення — 1068 осіб (2020).

## Географія
Гроувтон розташований за координатами 44°36′41″ пн. ш. 71°31′3″ зх. д. / 44.61139° пн. ш. 71.51750° зх. д. (44.611480, -71.517539).  За даними Бюро перепису населення США в 2010 році переписна місцевість мала площу 5,57 км², з яких 5,33 км² — суходіл та 0,23 км² — водойми.

## Демографія
Згідно з переписом 2010 року, у переписній місцевості мешкало 1118 осіб у 491 домогосподарстві у складі 300 родин. Густота населення становила 201 особа/км².  Було 550 помешкань (99/км²).
Расовий склад населення:
| - 98,9 % — білих - 0,2 % — азіатів - 0,1 % — корінних американців |

До двох чи більше рас належало 0,8 %. Частка іспаномовних становила 0,6 % від усіх жителів.
За віковим діапазоном населення розподілялося таким чином: 22,9 % — особи молодші 18 років, 58,7 % — особи у віці 18—64 років, 18,4 % — особи у віці 65 років та старші. Медіана віку мешканця становила 41,9 року. На 100 осіб жіночої статі у переписній місцевості припадало 93,8 чоловіків;  на 100 жінок у віці від 18 років та старших — 90,3 чоловіків також старших 18 років.
Середній дохід на одне домашнє господарство  становив 45 211 долар США (медіана — 36 250), а середній дохід на одну сім'ю — 54 004 долари (медіана — 51 563). Медіана доходів становила 36 906 доларів для чоловіків та 26 083 долари для жінок. За межею бідності перебувало 9,3 % осіб, у тому числі 12,8 % дітей у віці до 18 років та 6,9 % осіб у віці 65 років та старших.
Цивільне працевлаштоване населення становило 577 осіб. Основні галузі зайнятості: роздрібна торгівля — 23,1 %, мистецтво, розваги та відпочинок — 22,7 %, освіта, охорона здоров'я та соціальна допомога — 22,2 %.